# Ruoms

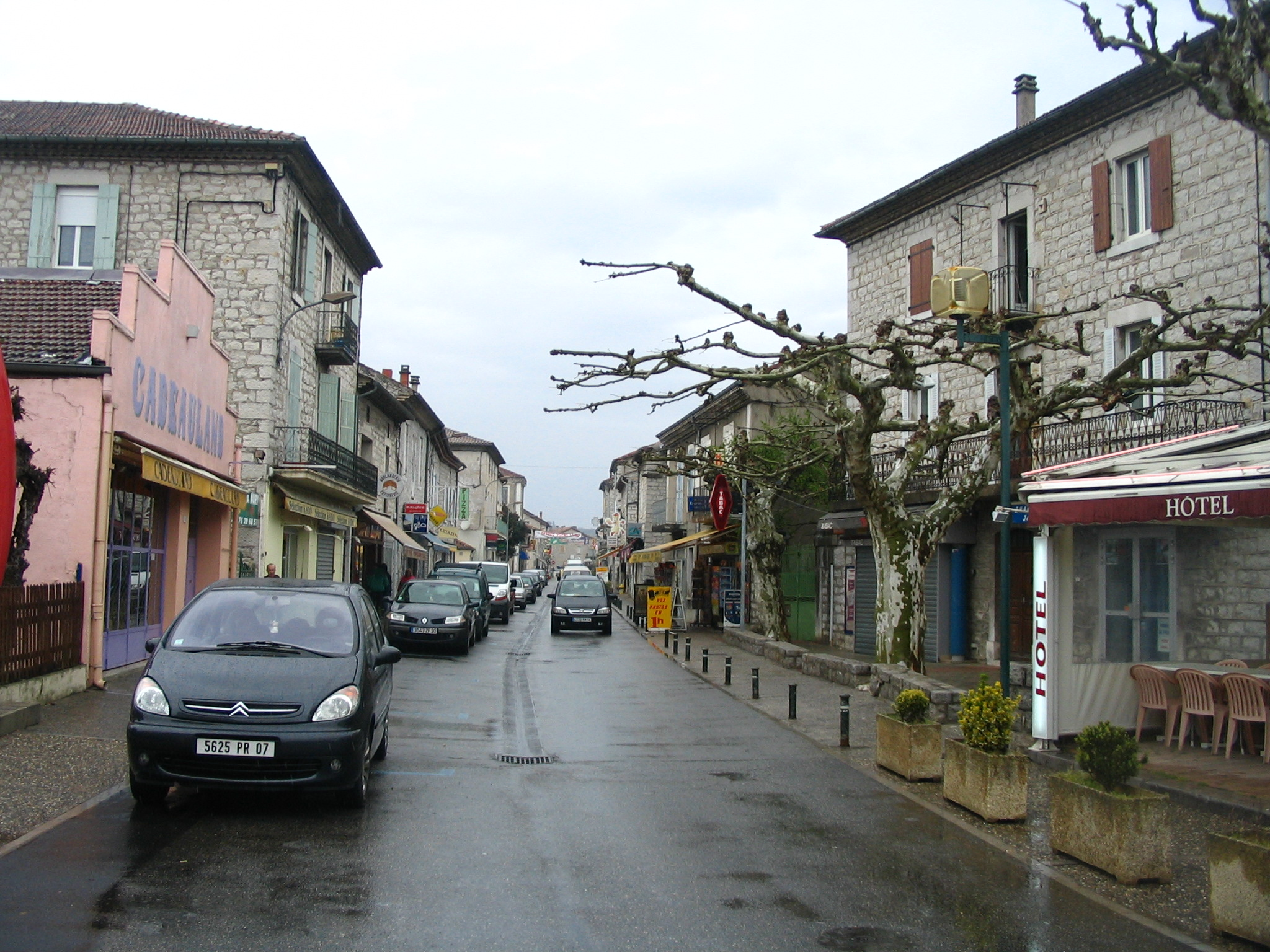
Ruoms

Ruoms è un comune francese di 2 286 abitanti situato nel dipartimento dell'Ardèche della regione dell'Alvernia-Rodano-Alpi.

## Geografia fisica
Ruoms si trova a 25 km da Aubenas, in direzione delle gole dell'Ardèche, a 9 km da Vallon-Pont-d'Arc.

## Società

### Evoluzione demografica
Abitanti censiti